# Antiamerikanismus v Česku

Antiamerikanismus je široký pojem, který je různě definován. Obecně se jedná o odpor proti vlivu Spojených států amerických a proti americkému způsobu myšlení, chování a jednání. Antiamerikanismus je často v protikladu s globalizací a americkým stylem života, tedy s politickým, ekonomickým a kulturním liberalismem.
V Česku prošel antiamerikanismus během dějin různými stupni. Jelikož Spojené státy americké upřednostňovaly do roku 1941 politiku izolacionismu, antiamerikanismus se v českých zemích objevil především až během druhé světové války v podobě pangermánského nacismu a během studené války v době vlády prosovětské KSČ. Po sametové revoluci v první polovině 90. let 20. století byly Spojené státy vnímány pozitivně více než dvěma třetinami české veřejnosti. Po ruské invazi na Ukrajinu v roce 2022, kleslo kladné hodnocení USA českými občany na 37 %. Příčinou může být vzestup českého nacionalismu.